# Jair Oliveira

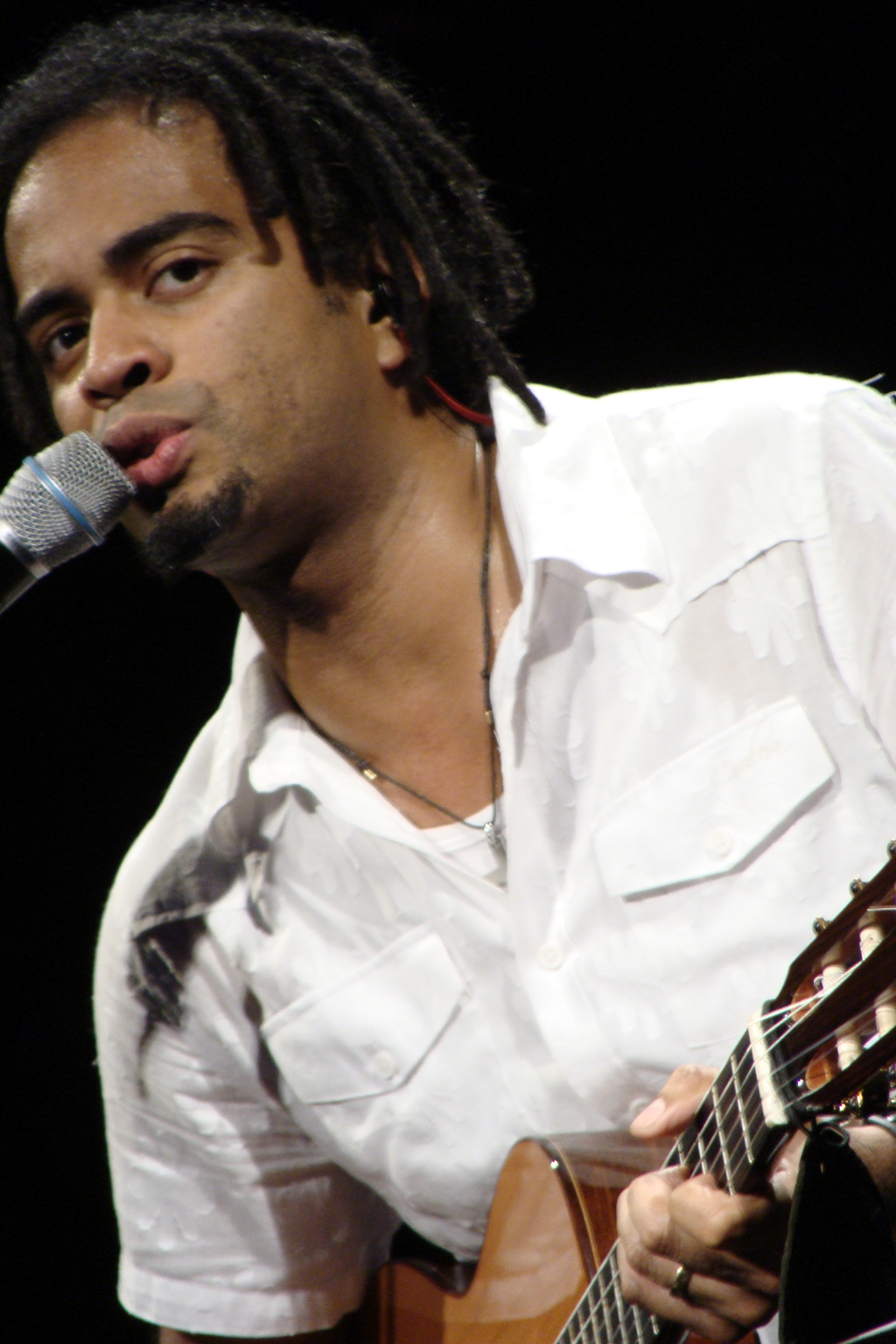
Jair Oliveira

Jair Rodrigues Mello de Oliveira, teilweise auch als Jairzinho Oliveira (* 17. März 1975 in São Paulo) ist ein brasilianischer Sänger, Instrumentalist (Gitarre, Klavier, Geige), Songwriter und Musikproduzent.

## Leben und Wirken
Oliveira stammt aus einer musikalischen Familie; sein Vater ist Jair Rodrigues, seine Schwester Luciana Mello. 1982 trat er mit dem Lied „Io e Te“ auf dem Sanremo-Festival auf. Dann war er einer der Protagonisten des Kinderfernsehprogramms Balão Mágico („Magischer Ballon“); er gehörte auch zu der Gruppe Turma do Balão Mágico, die erfolgreich Songs aus dem Programm auf Tonträger veröffentlichte. Nachdem er an der Universidade de São Paulo ein Journalismusstudium begonnen hatte, studierte er ab 1993 am Berklee College of Music in Boston Musikproduktion und Musikvermarktung (Abschluss 1998).
Gemeinsam mit seiner Schwester sowie João Marcelo Bôscoli, Pedro Mariano, Daniel Carlomagno, Max de Castro und Wilson Simoninha bildete er 2000 das Projeto Artistas Reunidos, das Samba und Bossa Nova mit Soul, Funk und Electronica verschnitt. Dann begann er mit einem ähnlichen Konzept eine Solokarriere beim Label Trama; insbesondere das Album 3.1 gilt als Highlight. Als Songwriter, Sänger und Musiker ist er auch an Uri Caines Album Rio (Winter & Winter, 2001) beteiligt. Weiter ist er auf Alben von Milton Nascimento, Ed Motta und seiner Schweser Luciana Mello zu hören und produzierte Tom Zé. Auch wirkte er an dem Film Os Desafinados mit. Er ist mit der Sängerin und Schauspielerin Tania Khalill verheiratet.

## Diskographie
- Disritmia (Trama 2001)
- Outro (Trama 2002)
- Brazilian Love Affair (Far Out 2002)
- 3.1 (Trama 2003)
- 3.2 (Trama 2003)
- Simples… (Unimar 2006)
- Sambazz (Som Livre 2010)
- Luciana Mello & Jair Oliveira O samba me cantou (Universal 2010)